# Scelio uvarovi
Scelio uvarovi är en stekelart som beskrevs av Dmitriy Alekseevich Ogloblin 1927. Scelio uvarovi ingår i släktet Scelio och familjen Scelionidae. Inga underarter finns listade i Catalogue of Life.